# Cal Baquero (Artesa de Lleida)
Cal Baquero és una obra d'Artesa de Lleida (Segrià) protegida com a Bé Cultural d'Interès Local.

## Descripció
Edifici entre mitgeres afrontat al carrer Castelldans amb cantonada al carrer del Mestre Ginera de tres plantes amb la coberta a dues aigües. És un habitatge de caràcter rural, amb una façana de maçoneria amb la porta principal a un costat amb arc de mig punt i un ràfec de balcons incorporats i dues petites finestres al pis superior que segueixen l'eix dels balcons.